# Kajor
Kajor – dawne królestwo ludu Wolof istniejące w latach 1549-1886 na terenie północnego Senegalu. Państwo położone było nad Oceanem Atlantyckim i rozciągało się pomiędzy rzeką Senegal na północy a Przylądkiem Zielonym na południu.
Do 1549 roku Kajor stanowił prowincję królestwa Dżolofu. Szczyt potęgi osiągnął Kajor w XVIII wieku. W 1886 roku został zajęty przez Francuzów, a w 1895 roku wszedł w skład Francuskiej Afryki Zachodniej.